# Khinalug
Khinalug (in lingua khinalig - Xınalik, in azero - Xınalıq, in precedenza Khinalug) è un villaggio nel distretto di Guba dell'Azerbaigian, situato ad un'altitudine di 2100-2200 metri sul livello del mare sopra il fiume Cudialciay. È famoso per la sua lingua, i costumi e le tradizioni particolari. Oggi, circa più di duemila persone vivono a Khinalug. Quasi l'intera popolazione del villaggio è indigena.
Xınalıqlılar - sono discendenti della popolazione dell'antica Albania caucasica. La prima menzione di essi in fonti scritte si riferisce al XVIII secolo. Fino al diciannovesimo secolo, Khinalug faceva parte del khanato di Shamakhi, dalla seconda metà del XVIII secolo - la parte del khanato di Guba.
Si trova in una zona difficile da raggiungere nel sud-ovest della regione del Guba, sul pendio del monte Kizilkaya sul versante settentrionale del Caucaso, di fronte al monte di Khinalig con lo stesso nome del villaggio. Con la sua inaccessibilità, il linguaggio unico, l'aspetto architettonico e la cultura particolare, il villaggio attrae turisti e viaggiatori. Qui si trovano il tempio degli adoratori del fuoco appartenente al Medioevo, la tomba di Khidyr Nebi, la moschea Sheikh Shalbuz e di Abu Muslim, le grotte e numerosi siti archeologici inesplorati.
Secondo l'ordine del presidente dell'Azerbaigian Ilham Aliyev del 19 dicembre 2007, il territorio storico del villaggio di Khinalug è stato dichiarato come la riserva nazionale statale, storico-architettonica ed etnografica di "Xınalıq". Gran parte di questo territorio è occupato da prati subalpini e alpini.
A Khinalug dal centro del distretto di Guba conduce una strada asfaltata. C'è un posto di confine e uno degli ingressi al Parco nazionale di Shahdag.
L'intera area montuosa intorno a Khinalug fa parte del Parco Nazionale di Shahdag.

## Religione
Prima della fede islamica, il popolo di Khinalug erano adoratori del fuoco. Il fuoco qui è ancora oggetto di rispetto speciale. A ovest di Khinalug, ad un'altitudine di ~ 3000 m sul livello del mare, si trova il più alto ateshgah del mondo (il Ch'ai yuwur Jigaj, letteralmente in lingua di Khinalug - "posto dove il fuoco sta bruciando") - un tempio di fuoco zoroastriano con fiamme naturali. Il tempio è stato restaurato sul sito di antiche rovine grazie agli sforzi dell'Organizzazione mondiale della zoroastria e del Ministero della cultura e del turismo dell'Azerbaigian nel 2016. L'Atashgah era conosciuto nel Medioevo e si trovava verso l'estrema parte settentrionale dell'impero sassanide. La leggenda locale menziona che Pir Jomard "che visse 1000 anni fa" (nel IX-X secolo) fu l'ultimo sacerdote conosciuto dell'Atashgah.

## Architettura
Le case, fatte di ciottoli e che si estendono su per la collina, assomigliano agli edifici a più piani. Nel ricordo di "Memorie nel Villaggio di Khinalug", Rasul Rza aveva l'abitudine di confrontare queste case con un'intera gamma di nidi d'aquila. Khinalug è stato designato come riserva naturale e quindi la costruzione è vietata nella zona.
Attualmente, il villaggio ha 380 case. Il tetto di ogni casa serve come un piccolo cortile per un altro costruito a un livello più alto. Queste case sono state costruite densamente insieme perché le colline sono molto ripide. Piccoli giardini sono costruiti all'interno dei cortili. Le case hanno 200-300 anni e ci sono molte rovine di vecchi edifici nel villaggio. Khinalug ha conservato il suo particolare stile architettonico. Quando ci si avvicina al villaggio, si apre un panorama pittoresco. La vista dai tetti e dai cortili è accattivante - e ti fa sentire come un uccello che spande le ali nel cielo. Tutte le case sono fatte di ciottoli e tutte hanno una struttura interna dallo stesso tipo. C'è persino un certo odore che è lo stesso in tutte le case. Ovunque si cammini, ci sono tappeti multicolori e decorati sotto i piedi.

## Linguaggio
Le persone di Khinalug parlano una lingua distinta che è un isolato nelle lingue caucasiche del Nordest; potrebbe essere più strettamente correlato alle lingue lesghi rispetto ad altri gruppi del Caucaso nord-orientale, ma tale relazione non è stata provata. La prima descrizione della lingua di Khinalug è fornita negli scritti di R.F. von Erkert. Nel suo libro "Lingue di origini caucasiche", pubblicato in tedesco a Vienna nel 1895, descrive la grammatica e la fraseologia della lingua di Khinalug. Per apprendere la lingua di Khinalug, nel 20 ° secolo fu istituito un ramo speciale dell'Istituto di Linguistica dell'URSS. I linguisti che hanno lavorato lì hanno compilato l'intero alfabeto di questo linguaggio di scrittura latina, che contiene settantadue lettere. Le persone di Khinalug chiamano il loro villaggio Ketsh, loro stessi Kettid, e la loro lingua Ketshmits. Il nome "Khinalug" iniziò ad essere usato negli anni '50 e '60. Deriva dal colore dell'hennè delle rocce circostanti o dal nome di una tribù degli Unni. Lo stile dei capelli, che in passato era popolare tra gli unni e i guerrieri turchi, rimane di moda. Non si può mai vedere lo stesso in nessun altro posto in Azerbaigian. Stili simili sono oggi conservati solo in Siberia e in Mongolia, sebbene possano essere visti anche nei film di storia. Questi film mostrano giovani ragazzi con la testa completamente rasata tranne che per una treccia lunga intrecciata che pende dall'alto. I giovani ragazzi vivevano con questa ciocca fino alla loro adolescenza, quando furono obbligati a tagliarli quando furono arruolati nell'esercito.

## Origine etnica
La gente di Khinalug è imparentata con il gruppo etnico di Shahdagh. Hanno per lo più capelli castani, con occhi marroni o blu, non molto alti e piuttosto corpulenti.
Erano certamente tra le 26 tribù che vivevano nell'Albania caucasica che il filosofo greco Strabo menzionò in Geografia.
Otto antichi cimiteri circondano il villaggio, coprendo un'area molto più grande di quella del villaggio. La maggior parte delle tombe nasconde tre o quattro strati di sepoltura. Le iscrizioni delle pietre tombali sono scritte in vari alfabeti. Per difendersi nel decimo secolo contro varie tribù nomadi, a Khinalug furono costruite strutture speciali di difesa, tra cui una fortezza: la torre di guardia principale comprendeva anche il Tempio zoroastriano. Gli anziani locali riferiscono che il sacerdote che viveva in questo tempio era chiamato "Piajomard" e che era solito osservare una fiamma eterna che si bruciava lì.

## Cultura e tradizioni
Gli abitanti di Khinalug hanno conservato il loro modo di vita tradizionale. Matrimoni e altre cerimonie si svolgono in stretta conformità con i riti ereditati da una generazione all'altra. Questa zona è abbondante con le tradizioni più ricche legate alla pioggia e alla coltivazione della terra, oltre a un atteggiamento speciale verso gli animali domestici, i matrimoni e i funerali, nonché ai corpi celesti. I riti e le tradizioni che sono diventati parte integrante della vita e sono strettamente legati al fenomeno naturale. Gli abitanti del villaggio sono principalmente coinvolti nell'allevamento ovino. Una tecnica di tessitura diversa è anche ben nota qui. Gli scialli tessuti con lana a Khinalug sono famosi in tutta la regione di Guba. Gli abitanti dei villaggi vicini comprano questa materia prima per fare vestiti esterni. In passato, il chukha, uno scialle di lana, era un costume nazionale indossato dai più ricchi nei villaggi. Le calze di lana che assomigliano a un mini tappeto di molti colori sono ampiamente indossate perché è impossibile immaginare che i residenti di Khinalug non lo indossino in inverno. Una delle attività principali svolte anche dalle popolazioni locali è la raccolta e la preparazione di erbe curative. Sono raccolte ed essiccate per un successivo utilizzo nella produzione di alimenti e vendute ai turisti.
L'Agosto segna l'inizio della stagione del miele a Khinalug. Il miele locale differisce per il suo sapore e odore indimenticabile. La gente del posto dice che il miele è un rimedio per curare settanta malattie. In autunno, celebrano la stagione della carne di capra che si differenzia anche per il suo gusto speciale.
Per essere onesti, è raro trovare un carburante così ecologico. Mentre a Khinalug, si può notare una pila di cubi o mattoni chiamati tezek in azerbaigiano fatti di letame. In passato, questo tipo di biocarburante era ampiamente utilizzato in Azerbaigian. Il letame è ammucchiato e mescolato con fieno, formato in forme speciali e poi pressato. I mattoni formati vengono essiccati al sole e poi usati per costruire alte mura. I mattoni sono il principale combustibile utilizzato dagli abitanti di Khinalug: sono materiali di alta qualità e non comportano costi aggiuntivi.

## Arca di Noè
Alcuni nativi dicono che questa terra è legata a Noè, come la leggenda racconta che, avendo visto questo altopiano piatto, ha poi gettato l'ancora dell'Arca e detto a tutti a bordo di sbarcare.
È anche riferito che i sopravvissuti di un forte terremoto, che distrusse il villaggio di Ketsh situato sul fianco della collina, si erano trasferiti sugli altipiani del monte Damdam e lì hanno iniziato a coltivare l'henné. Da allora, il villaggio iniziò ad essere chiamato 'Khinalug'. Il popolo di Khinalug, avendo conservato quasi tutto il loro antico stile di vita, si considerano  "I nipoti di Noè".
Secondo le loro credenze, il loro villaggio era situato sul Monte Ketsh durante il diluvio. Più tardi, all'indomani di un forte terremoto, nessuna casa fu lasciata in piedi e la maggior parte della popolazione era stata uccisa. I sopravvissuti avevano attraversato il fiume e risalirono le pendici e stabilirono l'attuale villaggio di Khinalug. I residenti locali riferiscono che dopo il diluvio, due dei figli di Noè - Sim e Kham - si trasferirono in altre zone, mentre Lafet decise di rimanere lì con i suoi figli, che divennero gli antenati del popolo caucasico. Conchiglie e resti fossili di pesci scoperti in questa regione situata a 2300 metri sul livello del mare dimostrano che l'area era stata sott'acqua in passato.

## Clima
Rigido, clima di montagna. La temperatura media di luglio è di +12 gradi. La temperatura media mensile nel gennaio è -14. Il minimo assoluto è -41 gradi. Secondo i dati delle osservazioni a lungo termine, le prime nevicate sono state osservate già ai primi di ottobre, ma una copertura nevosa costante si è stabilita tra fine ottobre e inizio novembre. In media, il velo nevoso è fissato il 1º novembre, ma si spegne per il 29 aprile.